# ماردر 2
ماردر 2 (بالألمانية: Marder II) مدمرة دبابات ألمانية استخدمت في الحرب العالمية الثانية على أساس هيكل الدبابة بانزر 2 .

## التاريخ
خلال الأيام للغزو الألماني للأراضي السوفيتية خلال ما عرف بعملية بارباروسا , كان الألمان مصدومين من مواجهة دبابة تي-34 المتوسطة و دبابة «كي في» الثقيلة , على الرغم من تفوق الفيرماخت في معظم التكتيكات الحربية على السوفييت , و تفوقوا بالروح المعنوية أيضا و بالإمدادات الكثيرة , و كانت المدافع المضادة للدبابات قادرة على مواجهة المدرعات السوفيتية بنجاح بالرغم من قلتها على المدى المتوسط , و نشأت الحاجة إلى سلاح مضاد للدبابات و متنقل و ذو قوة نارية عالية أكثر من البانزرييغا 1 .
و خلال عدة حلول , تم تقرير صناعة هذا الجيل الجديد من الأسلحة المضادة للدبابات على هيكل دبابة بانزر 2 أو مركبة مثل لورين 37 إل , لينشأ بذلك جيل و سلسلة ماردر , المسلحة تسليحا أساسيا ب 7.5 سم باك 40 و غيرها من المدافع المتخصصة بإعطاب الدبابات و مدافع الميدان .

## الإنتاج
أتت الماردر في نسختين كبيرتين بشكل رئيسي : 
- الأولى هي ماردر 2 (Sd.Kfz. 132) المصممة على هيكل الدبابة الخفيفة بانزر 2 .
- النسخة الثانية هي ماردر 2 (Sd.Kfz. 131).

و تم الإبقاء على تصنيع الماردر 2 حتى سنة 1944 , و تم تصنيعها بأعداد عظيمة حيث تم تصنيع 1,217 قطعة . 

## التاريخ القتالي
كل النسخ لماردر 2 وجدت على كل الجبهات , خاصة الجبهة الشرقية , و وجدت حيث ما وجدت القوات الألمانية ,
استخدمت في فرق الدبابات في الجيش الألماني .

## الخصائص
| ماردر 2          |                           |
| 0الخصائص العامة  |                           |
| الوزن            | 10,7 طن                   |
| الطول            | 4,88 متر                  |
| العرض            | 2,30 متر                  |
| ارتفاع           | 2,65 متر                  |
| 0التسليح         |                           |
| التسليح الرئيسي  | مدفع عيار 75 ملم          |
| الذخيرة          | 30                        |
| 0القيادة         |                           |
| المحرك           | محرك مايباخ بستة إسطوانات |
| الأداء           | 140 PS                    |
| Leistung/Gewicht | 13,1 PS/t                 |
| السرعة على الطرق | 45 كم/ساعة                |
|                  |                           |
| 0التصفيح         |                           |
| الأمامي          | 30 ملم                    |

## وصلات خارجية
- http://wiki.worldoftanks.com/Marder_II
- http://www.wwiivehicles.com/germany/tank-hunters/marder-ii.asp